# Kotlas
Kotlas (en ruso: Котлас) es una ciudad de Rusia perteneciente al óblast de Arcángel. Está situada en la confluencia de los ríos Dviná Septentrional y Víchegda, a 482 kilómetros al sudeste de Arcángel. Su población en el año 2021 era de 62 284 habitantes. La ciudad se fundó en el año 1890 y obtuvo el reconocimiento de ciudad en el año 1917. Cerca de Kotlas se encuentra el único cosmódromo ruso.

## Gulag
A partir de los años treinta, Kotlas fue un lugar de deportación de kulaks, administrado por el Kotlaslag, una división del Gulag. En consecuencia, fueron deportadas todo tipo de clases de personas víctimas de la represión estalinista. Los campos de trabajo se encontraban dentro de la propia ciudad hasta 1953.
Los presos trabajaban en la industria forestal y la papelera, y también en la construcción de fábricas, alojamientos, puentes y ferrocarriles. La mayoría de los campos eran grupos de barracas sin vigilancia.
Kotlas fue también un importante centro de tránsito para los deportados enviados más al norte y al este, ya que la ciudad era la estación terminal del ferrocarril.
Existe en Kotlas, una sección de la organización Sovest (Conciencia), que se esfuerza en preservar la memoria de esta época y en obtener compensaciones para las víctimas.

## Geografía

### Clima

Kotlas en un mapa del Dviná Septentrional

| Parámetros climáticos promedio de Kotlas | Parámetros climáticos promedio de Kotlas | Parámetros climáticos promedio de Kotlas | Parámetros climáticos promedio de Kotlas | Parámetros climáticos promedio de Kotlas | Parámetros climáticos promedio de Kotlas | Parámetros climáticos promedio de Kotlas | Parámetros climáticos promedio de Kotlas | Parámetros climáticos promedio de Kotlas | Parámetros climáticos promedio de Kotlas | Parámetros climáticos promedio de Kotlas | Parámetros climáticos promedio de Kotlas | Parámetros climáticos promedio de Kotlas | Parámetros climáticos promedio de Kotlas |
| Mes                                      | Ene.                                     | Feb.                                     | Mar.                                     | Abr.                                     | May.                                     | Jun.                                     | Jul.                                     | Ago.                                     | Sep.                                     | Oct.                                     | Nov.                                     | Dic.                                     | Anual                                    |
| ---------------------------------------- | ---------------------------------------- | ---------------------------------------- | ---------------------------------------- | ---------------------------------------- | ---------------------------------------- | ---------------------------------------- | ---------------------------------------- | ---------------------------------------- | ---------------------------------------- | ---------------------------------------- | ---------------------------------------- | ---------------------------------------- | ---------------------------------------- |
| Temp. máx. abs. (°C)                     | 3.5                                      | 5.2                                      | 14.5                                     | 26.9                                     | 33.0                                     | 33.9                                     | 34.5                                     | 35.2                                     | 26.9                                     | 20.9                                     | 12.4                                     | 5.5                                      | 35.2                                     |
| Temp. máx. media (°C)                    | -9.8                                     | -7.2                                     | -0.1                                     | 7.9                                      | 15.9                                     | 21.0                                     | 23.5                                     | 19.7                                     | 13.2                                     | 5.2                                      | -2.8                                     | -6.9                                     | 6.6                                      |
| Temp. media (°C)                         | -13.4                                    | -11.0                                    | -4.6                                     | 2.9                                      | 9.8                                      | 15.1                                     | 17.7                                     | 14.7                                     | 9.2                                      | 2.7                                      | -5.3                                     | -10.0                                    | 2.3                                      |
| Temp. mín. media (°C)                    | -17.0                                    | -14.8                                    | -9.1                                     | -2.1                                     | 3.7                                      | 9.1                                      | 11.9                                     | 9.6                                      | 5.2                                      | 0.1                                      | -7.7                                     | -13.1                                    | -2.0                                     |
| Temp. mín. abs. (°C)                     | -44.5                                    | -41.8                                    | -34.8                                    | -26.1                                    | -7.0                                     | -2.8                                     | 0.9                                      | -3.6                                     | -7.1                                     | -19.7                                    | -34.5                                    | -39.6                                    | -44.5                                    |
| Precipitación total (mm)                 | 37.6                                     | 29.6                                     | 27.1                                     | 33.1                                     | 46.7                                     | 67.5                                     | 76.3                                     | 63.5                                     | 53.8                                     | 53.8                                     | 48.8                                     | 44.6                                     | 582.4                                    |
| Fuente: Котлас погода                    |                                          |                                          |                                          |                                          |                                          |                                          |                                          |                                          |                                          |                                          |                                          |                                          |                                          |

## Evolución demográfica

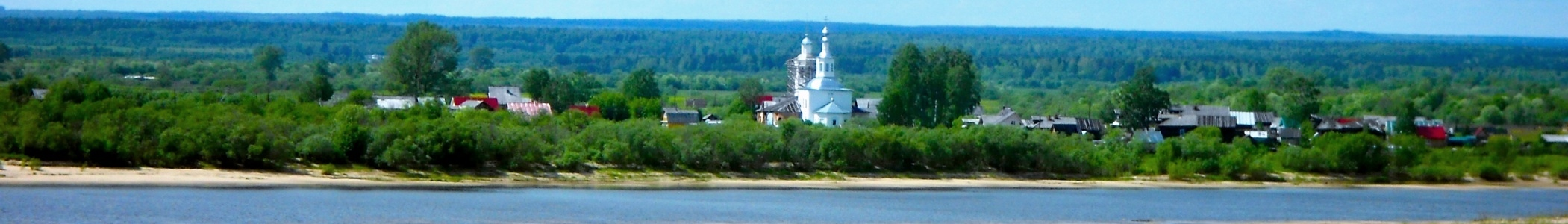
Panorámica de Kotlas y el río Dviná Septentrional

| 27,000                     | 52,600 | 61,400 | 68,000 | 59,434 |
| (Fuente: [cita requerida]) |        |        |        |        |